# Мел Брукс
Мелвин Џејмс Брукс (енгл. Melvin James Brooks; Бруклин, 28. јун 1926), рођен као Мелвин Џејмс Камински (енгл. Melvin James Brooks), амерички је филмски редитељ, глумац, сценариста, продуцент и забављач, најпознатији по својим урнебесно смешним пародијама на историјске догађаје и познате филмове. Брукс спада у мали број оних уметника који су добили све четири велике награде у шоу бизнису: Оскар, Еми, Греми и Тони.

## Телевизија
Каријеру је почео као комичар који прича вицеве пред публиком, али ускоро схвата да је успешнији у раду иза сцене, тако да почиње да пише скечеве за телевизију. Прикључио се екипи хит серије „Ваш шоу над шоуима“ са Сидом Цезаром и Карлом Рајнером, сарађујући на сценаријима 139 епизода у периоду 1950—1954. Такође, са Баком Хенријем је био аутор успешне ТВ серије Опамети се, сарађујући на 138 епизода у периоду 1965—1970.
Телевизији се вратио и 1975, када је био на врхунцу филмске каријере, у ТВ шоу Човек од 2.000 година, за који су сценарио написали Брукс и Карл Рајнер. Брукс глуми човека који тврди да има 2.000 година и кога интервјуише ТВ новинар (Рајнер). Новинар му поставља озбиљна питања о историји човечанства а Брукс даје одговоре у свом стилу. Исте године је креирао и ТВ серију Кад су ствари биле труле, од 21 епизоде. Серија је пародија на Робина Худа и била је инспирација Бруксу за филм са сличном тематиком, настао 1993.

## Филм
Прешавши на филм, Брукс ради као глумац, редитељ, сценариста и продуцент. Први филм му је био Критичар (1963), анимирана сатира на уметнички и езотерични филм, осмишљена од Брукса, у режији Ернеста Пинтофа, кроз коју се чују Бруксови звучни коментари. Филм је добио Оскара за најбољи кратки филм.
Бруксов први играни филм Продуценти (1968), у режији и по сценарију самог Брукса, који међутим не игра у филму, је црна комедија о два позоришна продуцента (изванредни Зеро Мостел и Џин Вајлдер), који долазе на оригиналну идеју како да зараде. Они планирају да прикупе од својих финансијера (старе богате жене) више новца него што им треба за представу, да би продуцирали ужасну представу која ће доживети катастрофу на премијери и никада више неће бити изведена, после чега не морају да врате новац финансијерима. Траже представу која је сигурни неуспех и за то су одабрали мјузикл по имену „Пролеће за Хитлера“, са очајном глумачком поделом. Но, ђаво никад не спава... Филм је имао ужасне критике (ишле су чак до „из темеља одвратно и невешто“) и малу зараду, да би потом неочекивано добио Оскара за најбољи оригинални сценарио. Филм је потом постигао култни андерграунд статус, најпре на америчким колеџима, а касније, након што се појавио на видеу, и широм света. Штавише, Брукс је овај филм касније претворио и у мјузикл, који је постао једна од најпопуларнијих представа на Бродвеју.
Од филмова који нису пародије био му је врло запажен филм Тишина, смејемо се (1976), урнебесни неми филм (први неми филм снимљен после 40 година), са великом екипом звезда, у коме једину реч Не! изговара познати пантомимичар Марсел Марсо. Ово је и први играни филм у којем Мел Брукс игра главну улогу. Године 1983. је са супругом Ен Банкрофт глумио главне улогу у филму Бити ил' не бити (1983), римејку чувеног филма Ернста Лубича из 1940. у којем су својевремено бриљирали Џек Бени и Карол Ломбард. Последњи филм који је режирао а да није пародија био је „Живот је смрдљив“ (1991), у којем игра богатог бизнисмена који се опкладио да може да преживи на улици без пара, што се показало тежим задатком него што је мислио. Иако симпатичан, филм није на његовом очекиваном нивоу а доживео је и комерцијални неуспех.

## Пародије
Иако је оставио значајан траг на многим пољима шоу бизниса, Брукс ће несумњиво највише бити запамћен по својим пародијама, које су се односиле на широк спектар догађаја, појава и личности, и које су скоро све биле јако гледане и комерцијално успешне.
Пародијама припадају и два комерцијално најуспешнија филма које је режирао, оба приказана 1974. године. Најпре су се појавила Врућа седла, урнебесна пародија на вестерн филмове, а потом и Млади Франкенштајн, интелигентна пародија на филмове о Франкенштајну, са Џин Вајлдером у главној улози.
Пародији се поново враћа 1977. године, режирајући Високу напетост, финансијски врло успешну пародију на филмове Алфреда Хичкока, у коју је изузетно вешто успео да укомпонује карикатуре на скоро све најпознатије сцене и мотиве из Хичкокових филмова. Филм је права посластица за Хичкокове фанове. Иначе, ово је био први филм који је продуцирао сам Брукс.
У већини ових филмова, као и у каснијим пародијама, Брукс често сарађује са сличном екипом глумаца: Џин Вајлдер, Дом ДеЛуис, Медлин Кан, Харви Корман, Клорис Личмен и Рон Кери. Дом ДеЛуис се појавио у чак 6 од 12 Бруксових филмова, као једина особа која је глумила у више његових филмова него сам Мел Брукс.
Током 1980-их режирао је само два филма, оба јако успешне пародије, које су стекле култни статус и биле прилично гледане и у Србији. Први од њих био је Историја света, први део (1981), у коме на прилично духовит начин руга појединим периодима у развоју човечанства, као што су еволуција (у почетној сцени мајмуни пародирају чувену сцену из 2001: Одисеја у свемиру са мајмунима који се усправљају уз музику из Тако је говорио Заратустра Рихарда Штрауса), Римско царство (укључујући и Исуса и Мојсија), Инквизиција или Француска револуција. Мел Брукс се појављује у неколико улога, између осталих и као Мојсије, Торкемада и краљ Луј XVI. Занимљиво је да је као Луј XVI снимио реп песму за филм под називом Добро је бити краљ, која је издата као сингл и неочекивано постала диско хит.
Године 1987. снимио је свој најкомерцијалнији филм (рачунајући и продају на видеу) Свемирске лопте, успелу пародију на научнофантастичне филмове, која за основу има серијал Звездани ратови, али се могу чути и цитата из других филмова, на пример Планета мајмуна (1968) или Догодило се једне ноћи (1934). Мел Брукс се у филму појављује у две улоге: као председник Скруб и као Јогурт, (пародија на Јоду из Звезданих ратова).
Последња два филма која је режирао били су такође пародије. Робин Худ: Мушкарци у хулахопкама (1993) појавио се на таласу успеха филма о Робину Худу из 1991. (са Кевином Костнером у главној улози) и био је прилично успешан и уметнички и комерцијално, док Дракула: Мртав и вољен (1995), са Лесли Нилсеном у главној улози, ни издалека није био тако добар.

## Остало
Успешно је филм Продуценти пренео на Бродвеј 2001. године, постигавши велике успехе са истоименом представом. Представа је добила рекордних 12 Тонија, срушивши 37 година стар рекорд представе Хелоу, Доли, која их је имала само 10. После тога се охрабрио да на позоришне даске пренесе и Франкенштајна јуниора као мјузикл. Премијера је била 2007. у Сијетлу, где је представа приказивана два месеца, након чега се преселила на Бродвеј. Последњих година често даје глас у појединим анимираним продукцијама, на пример у филму Роботи (2005) или ТВ серији Свемирске лопте (2008).
Почев од 1980-их Брукс се окушао и у продукцији озбиљнијих филмова, користећи за то сопствену компанију Бруксфилмс (енгл. Brooksfilms). У продукцији ове компаније настали су филмови као што су Човек слон (1980), у режији Дејвида Линча са Ентони Хопкинсом у главној улози, Мува (1986) у режији Дејвида Кроненберга, или Френсис (1982), са Џесиком Ланг у главној улози. Компанија је снимала и комедије, међу којима се посебно истиче Моја најбоља година (1982), у режији Ричарда Бенџамина са Питер О'Тулом у главној улози.

## Награде
Један је од ретких који су добили све четири велике награде у шоу бизнису: Оскар, Еми, Греми и Тони. Добио је награде Хуго и Небула за филм Франкенштајн јуниор. У гласању 2005. изабран је од колега комичара међу 50 најбољих америчких комичара. Три његова филма су у гласању Америчког филмског института изабрана међу 100 најбољих америчких филмских комедија 20. века (Врућа седла (6. место), Продуценти (11. место) и Франкенштајн јуниор (13. место)).

## Приватни живот
Био је у браку са Флоренс Баум од 1951. до развода 1961, са којом има троје деце. Други брак му је био са много познатијом Ен Банкрофт и трајао је од 1964. до њене смрти 2005. Из овог брака има сина Максимилијана. Занимљиво је да су сво троје (Мел, Ен и Максимилијан) добитници награде Еми.

## Занимљивости
Уочи бродвејске премијере Продуцената новинари су га питали да ли се плаши неуспеха, будући да је представа коштала 40.000.000$. Пародирајући заплет представе, Брукс је у шаљивом стилу одговорио: Ако пропадне, узећу преосталих 60.000.000$ и летим за Рио.
Са Ен Банкрофт се први пут срео у неком ТВ ток шоу, у којем су обоје наступили. После наступа, Брукс је платио жени из продукције да му каже где ће Ен ићи на вечеру, како би и он могао да оде тамо, „случајно“ налети на њу и почне разговор. Венчали су се у њујоршкој градској већници, а сведоци на венчању били су им пролазни конобари.

## Цитати
Ја сам једини Јевреј који је зарадио паре на Хитлеру (заплет Продуцената почива на представи Пролеће за Хитлера).
Нисам истински геније. Ја сам још мало па геније. У ствари, ја сам мали геније. Хм, радије био био висок и нормалног раста него мали геније.